# لشکر ۸۴ پیاده لرستان

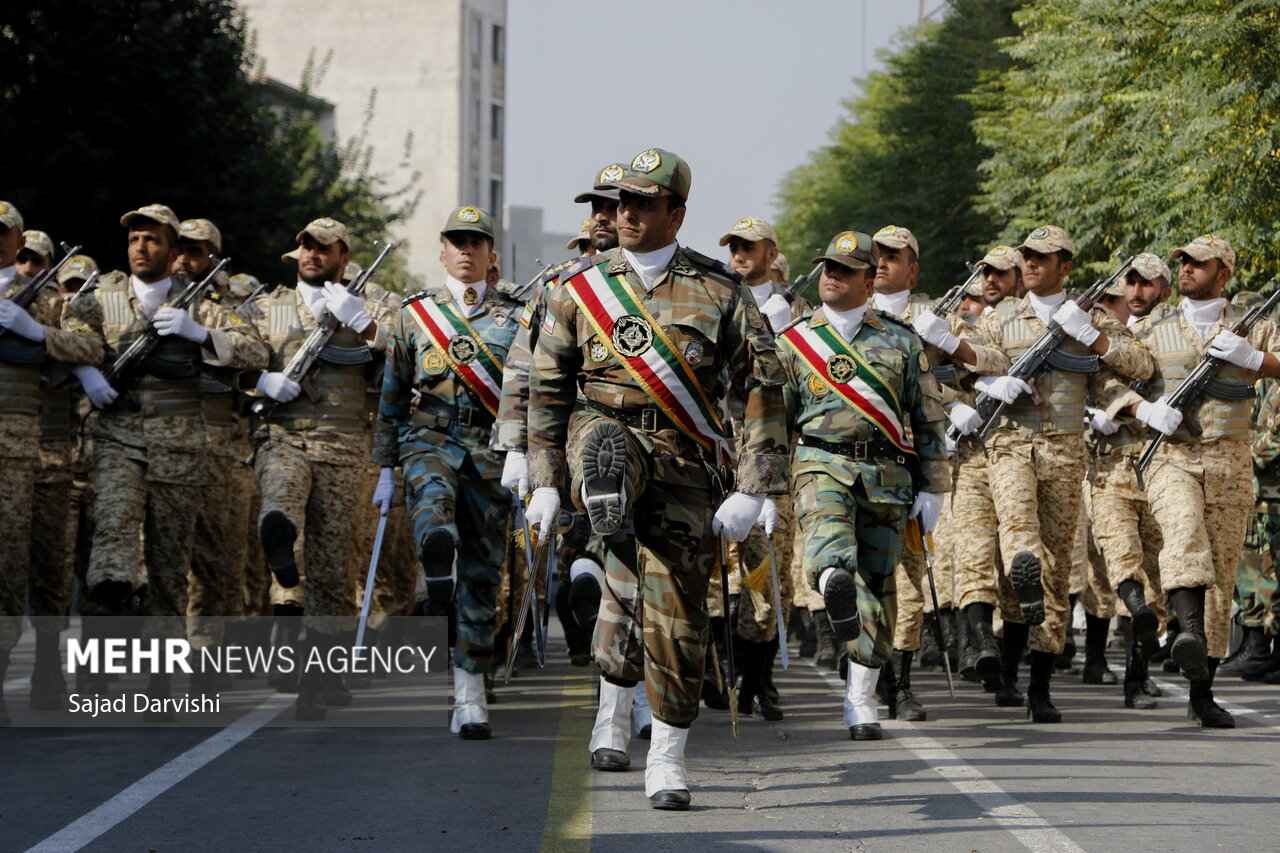
رژه نیروهای لشکر ۸۴ لرستان به‌مناسبت سالگرد جنگ ایران و عراق در سال ۱۴۰۱، خرم‌آباد

لشکر ۸۴ پیاده لرستان لشکر پیاده‌نظام زیرمجموعه نیروی زمینی ارتش ایران و تحت امر قرارگاه منطقه‌ای جنوب‌غرب نزاجا است، که ستاد فرماندهی آن در خرم‌آباد، استان لرستان قرار دارد. لشکر ۸۴ لرستان در خلال جنگ ایران و عراق از یگان‌های عمل‌کننده ارتش ایران بود. این لشکر از ۲ تیپ زیرمجموعه شامل تیپ ۱۸۴ پیاده خرم‌آباد و تیپ ۲۸۴ سراب ناوه‌کش تشکیل شده است. هم‌اکنون سرتیپ‌دوم بختیار کرمی نیا فرماندهی لشکر ۸۴ لرستان را برعهده دارد.

## سازمان
پس از اجرای «طرح ثامن‌الائمه نزاجا»، تیپ‌های زیر نظر این لشکر از نظر عملیاتی مستقل شدند و نقش قرارگاه لشکر تنها فرماندهی تاکتیکی تیپ‌های زیرمجموعه است.پیش از سال ۱۳۶۴ لشکر۸۴ وجود نداشت؛و تنها یگان تحت عنوان تیپ ۸۴ مستقل پیاده خرم آباد وجود داشت اما پس از آن در طی ۶ سال با سه برابر شدن استعداد تیپ به لشکر ارتقاء یافت و در دو تیپ تنظیم شد. 
- قرارگاه تاکتیکی لشکر ۸۴ پیاده
- تیپ ۱۸۴ پیاده خرم‌آباد
- تیپ ۲۸۴ پیاده سراب ناوه‌کش